# 劉康 (華為)
劉康（？—） ，華為歐盟機構首席代表兼歐洲地區副總裁。

## 生平
劉康於2001年加入華為，並擔任無線產品經理。他曾在全球各地擔任過不同的職務，包括擔任剛果民主共和國區域經理、華為東南非區域辦事處副總裁以及華為南太平洋地區副總裁。 在搬到布魯塞爾之前，他曾擔任華為馬來西亞的行政總裁。
劉康於2001年畢業於中南大學，獲得計算機科學與技術學士學位。劉康已婚，育有兩子。

## 言行
2019年2月7日，劉康在比利時布魯塞爾發表演說，否認華為被指為中國政府從事間諜活動的指控，指華為對此感到「震驚和可笑」。並強調華為過往業務紀錄非常好，已獲得德國電信公司、英國電信公司和Orange集團等歐洲大型電信公司認可。劉康希望網絡安全被視作技術而不是意識形態議題，並同時歡迎歐洲各國政府監督來證明這點。